# سومیو ایجیما
سومیو ایجیما (انگلیسی: Sumio Iijima؛ زادهٔ ۱۹۳۹) یک فیزیک‌دان و پژوهشگر در زمینه فناوری نانو اهل ژاپن است.